# 第52回グラミー賞
第52回グラミー賞（The 52nd Annual Grammy Awards）は、2010年1月31日にステイプルズ・センターで発表された（一部、部門はロサンゼルス・コンベンションセンター）。テレビは例年通りCBSで放送され、日本ではWOWOWとInterFMで生中継、MUSIC BIRDでも放送された。ノミネートは2009年12月2日にL.A.ライブ内のクラブ・ノキアで発表された。

## 出演者
以下、パフォーマンスを披露するアーティストである。
- ビヨンセ
- ブラック・アイド・ピーズ
- ボン・ジョヴィ
- デイヴ・マシューズ・バンド
- グリーン・デイ
- レディ・アンテベラム
- レディー・ガガ
- マックスウェル
- P!NK
- テイラー・スウィフト
- ザック・ブラウン・バンド
- リアーナ

### マイケル・ジャクソン・トリビュート
全米レコード芸術科学アカデミーは今回のグラミー賞授賞式において、2009年に死去したマイケル・ジャクソンの功績を称える。それは、ツアー「ディス・イズ・イット」のロンドン公演で披露されるはずだった『アース・ソング』に合わせた3D映像を最大の特徴とする。授賞式では、マイケルの代わりにマイケルの子供であるプリンスとパリスが功労賞を受け取りにきた。
以下、トリビュートの出演者である。
- セリーヌ・ディオン
- ジェニファー・ハドソン
- スモーキー・ロビンソン
- キャリー・アンダーウッド
- アッシャー

### プレゼンター
以下、プレゼンターとして出演する有名人である。
- クリスティン・ベル
- ジャスティン・ビーバー
- ジェフ・ブリッジス
- ジョナス・ブラザーズ
- マライア・キャリー
- ジョシュ・デュアメル
- ノラ・ジョーンズ
- ケシャ
- LL・クール・J
- リッキー・マーティン
- カルロス・サンタナ
- リンゴ・スター

## 受賞・候補
受賞は各部門最上段に太字のもの

### 総合（主要4部門）
年間最優秀レコード賞
- "Use Somebody" - キングス・オブ・レオン
- "ヘイロー（Halo）" - ビヨンセ
- "I Gotta Feeling" - ブラック・アイド・ピーズ
- "ポーカー・フェイス（Poker Face）" - レディー・ガガ
- "You Belong With Me" - テイラー・スウィフト

年間最優秀アルバム賞
- 『フィアレス（Fearless）』 - テイラー・スウィフト
- 『アイ・アム…サーシャ・フィアース（I Am... Sasha Fierce）』 - ビヨンセ
- 『The E.N.D.（The E.N.D.）』 - ブラック・アイド・ピーズ
- 『ザ・フェイム（The Fame）』 - レディー・ガガ
- 『Big Whiskey and the GrooGrux King』 - デイヴ・マシューズ・バンド

年間最優秀楽曲賞
- "シングル・レディース (プット・ア・リング・オン・イット)（Single Ladies）" - ビヨンセ
- "ポーカー・フェイス（Poker Face）" - レディー・ガガ
- "Pretty Wings" - マックスウェル
- "Use Somebody" - キングス・オブ・レオン
- "You Belong With Me" - テイラー・スウィフト

最優秀新人賞
- ザック・ブラウン・バンド（英語版）
- ケリー・ヒルソン
- MGMT
- シルバーサン・ピックアップス
- ザ・ティン・ティンズ

### ポップ
最優秀女性ポップ・ボーカル・パフォーマンス
- ビヨンセ "ヘイロー"
- アデル "ホームタウン・グローリー"
- ケイティ・ペリー "ホット・アンド・コールド"
- P!NK "ソーバー"
- テイラー・スウィフト "ユー・ビロング・ウィズ・ミー"

最優秀男性ポップ・ボーカル・パフォーマンス
- ジェイソン・ムラーズ "メイク・イット・マイン"
- ジョン・レジェンド "ディス・タイム"
- マックスウェル "ラブ・ユー"
- シール "イフ・ユー・ドント・ノウ・ミー・バイ・ナウ"
- スティービー・ワンダー "オール・アバウト・ザ・ラブ・アゲイン"

最優秀ポップ・パフォーマンス（デュオもしくはグループ）
- ブラック・アイド・ピーズ "アイ・ガッタ・フィーリング"
- ボン・ジョヴィ "ウィー・ワーント・ボーン・トゥ・フォロー"
- ザ・フレイ "Never Say Never"
- ダリル・ホール&ジョン・オーツ "サラ・スマイル"
- MGMT "キッズ"

最優秀ポップ・コラボレーション（ボーカルあり）
- ジェイソン・ムラーズ＆コルビー・キャレイ "ラッキー"
- ロザンヌ・キャッシュ＆ブルース・スプリングスティーン "Sea of Heartbreak"
- シアラ & ジャスティン・ティンバーレイク "ラヴ・セックス・マジック"
- ノラ・ジョーンズ & ウィリー・ネルソン "ベイビー、イッツ・コールド・アウトサイド"
- テイラー・スウィフト & コルビー・キャレイ "ブリーズ"

最優秀ポップ・インストゥルメンタル・パフォーマンス
- "Throw Down Your Heart" - ベラ・フレック
- "Bésame Mucho" - ハーブ・アルパート
- "The Fire" - イモージェン・ヒープ（英語版）
- "Phoenix Rise" - マックスウェル
- "Funk Joint" - マーカス・ミラー

最優秀ポップ・インストゥルメンタル・アルバム
- 『ポテト・ホール（Potato Hole）』 - ブッカー・T・ジョーンズ
- 『イン・ボストン（Chris Botti in Boston）』 - クリス・ボッティ
- 『Legacy』 - ヒロシマ
- 『モダン・アート（Modern Art）』 - ザ・リッピントンズ
- 『ダウン・ザ・ワイアー（Down the Wire）』 - スパイロ・ジャイラ

最優秀ポップ・ボーカル・アルバム
- 『ジ・エンド（The E.N.D.）』 - ブラック・アイド・ピーズ
- 『ブレイクスルー（Breakthrough）』 - コルビー・キャレイ
- 『オール・アイ・エヴァー・ウォンテッド（All I Ever Wanted）』 - ケリー・クラークソン
- 『ザ・フレイ（The Fray）』 - ザ・フレイ
- 『ファンハウス（Funhouse）』 - P!NK

### ダンス
最優秀ダンス録音
- "ポーカー・フェイス（Poker Face）" - レディー・ガガ
- "ブン・ブン・パウ（Boom Boom Pow）" - ブラック・アイド・ピーズ
- "ラヴ・テイクス・オーバー（When Love Takes Over）" - デヴィッド・ゲッタ＆ケリー・ローランド
- "セレブレイション（Celebration）" - マドンナ
- "ウーマナイザー（Womanizer）" - ブリトニー・スピアーズ

最優秀エレクトロニック／ダンス・アルバム
- 『ザ・フェイム（The Fame）』 - レディー・ガガ
- 『デイヴィッド・バイ・ナイト（Divided by Night）』 - クリスタル・メソッド（英語版）
- 『One Love』 - デヴィッド・ゲッタ
- 『パーティ・ロック（Party Rock）』 - LMFAO

### トラディッショナル・ポップ
最優秀トラディッショナル・ポップ・ボーカル・アルバム
- 『Michael Bublé Meets Madison Square Garden』 - マイケル・ブーブレ
- 『スウィンギン・クリスマス（A Swingin' Christmas）』 - トニー・ベネット
- 『恋人たちのラブソング（Your Songs）』 - ハリー・コニック・ジュニア
- 『Liza's at The Palace...!』 - ライザ・ミネリ
- 『American Classic』 - ウィリー・ネルソン

### ロック
最優秀ソロ・ロック・ヴォーカル・パフォーマンス
- Working on a Dream" - ブルース・スプリングスティーン（『ワーキング・オン・ア・ドリーム（Working on a Dream）』所収）
- "Beyond Here Lies Nothin'" - ボブ・ディラン（『トゥゲザー・スルー・ライフ（Together Through Life）』所収）
- "Change in the Weather" - ジョン・フォガティ
- "Dreamer" - プリンス
- "Fork in the Road" - ニール・ヤング

最優秀ロック・パフォーマンス（デュオもしくはグループ）
- "Use Somebody" - キングス・オブ・レオン（『オンリー・バイ・ザ・ナイト（Only by the Night）』所収）
- "Can't Find My Way Home" - エリック・クラプトン＆スティーヴ・ウィンウッド
- "Life in Technicolor II" - コールドプレイ
- "21ガンズ（21 Guns）"  - グリーン・デイ（『21世紀のブレイクダウン（21st Century Breakdown）』所収）
- "I'll Go Crazy If I Don't Go Crazy Tonight" - U2

最優秀ハードロック・パフォーマンス
- "War Machine" - AC/DC
- "What I've Done [Live]" - アリス・イン・チェインズ
- "Check My Brain" - リンキン・パーク
- "The Unforgiven III" - メタリカ
- "Burn It to the Ground" - ニッケルバック

最優秀メタル・パフォーマンス
- "Dissident Aggressor" - ジューダス・プリースト
- "Set to Fail" - ラム・オブ・ゴッド
- "Head Crusher" - メガデス
- "Señor Peligro (live)" - ミニストリー
- "Hate Worldwide" - スレイヤー

最優秀ロック・インストゥルメンタル・パフォーマンス
- "A Day in the Life" - ジェフ・ベック
- "Warped Sister" - ブッカー・T・ジョーンズ
- "Playing With Fire" - ブラッド・ペイズリー
- "Mr. Surfer Goes Jazzin" - ブライアン・セッツァー・オーケストラ
- "Now We Run" - スティーヴ・ヴァイ

最優秀ロック・ソング
- "Use Somebody" - キングス・オブ・レオン
- "The Fixer" - パール・ジャム
- "I'll Go Crazy If I Don't Go Crazy Tonight" - U2
- "21 Guns" - グリーン・デイ
- "Working on a Dream" - ブルース・スプリングスティーン

最優秀ロック・アルバム
- 『21世紀のブレイクダウン（21st Century Breakdown）』 - グリーン・デイ
- 『悪魔の氷（Black Ice）』 - AC/DC
- 『ライヴ・フロム・マディソン・スクエア・ガーデン（Live from Madison Square Garden）』 - エリック・クラプトン＆スティーヴ・ウィンウッド
- 『ビッグ・ウィスキー・アンド・ザ・グーグルックス・キング（Big Whiskey and the GrooGrux King）』 - デイヴ・マシューズ・バンド
- 『ノー・ライン・オン・ザ・ホライゾン（No Line on the Horizon）』 - U2

### オルタナティブ
最優秀オルタナティブ・ミュージック・アルバム
- 『ヴォルフガング・アマデウス・フェニックス（Wolfgang Amadeus Phoenix）』 - フェニックス
- 『Everything That Happens Will Happen Today』 - デヴィッド・バーン＆ブライアン・イーノ
- 『The Open Door EP』 - デス・キャブ・フォー・キューティー
- 『サウンズ・オブ・ザ・ユニヴァース（Sounds of the Universe）』 - デペッシュ・モード
- 『イッツ・ブリッツ!（It's Blitz!）』 - ヤー・ヤー・ヤーズ

### R&B
最優秀女性R&Bボーカル・パフォーマンス
- "Single Ladies (Put a Ring on It)" - ビヨンセ（『アイ・アム…サーシャ・フィアース（I Am... Sasha Fierce）』所収）

最優秀男性R&Bボーカル・パフォーマンス
- "Pretty Wings" - マックスウェル（『“ブラック”サマーズナイト（BLACKsummers'night）』所収）

最優秀R&Bパフォーマンス（デュオもしくはグループ）
- "Blame It" - ジェイミー・フォックス＆T-ペイン（『イントゥイション（Intuition）』所収）

最優秀トラディショナルR&Bボーカル・パフォーマンス
- "At Last" - ビヨンセ（『キャデラック・レコード 音楽でアメリカを変えた人々の物語（Cadillac Records）』より）

最優秀アーバン／オルタナティヴ・パフォーマンス
- "Pearls" - インディア・アリー＆ドベ・ニャオレ（『Testimony: Vol. 2, Love & Politics』所収）

最優秀R&Bソング
- "Single Ladies (Put a Ring on It)" - ビヨンセ（『アイ・アム…サーシャ・フィアース（I Am... Sasha Fierce）』所収）

最優秀R&Bアルバム
- 『“ブラック”サマーズナイト（BLACKsummers'night）』 - マックスウェル
- 『The Point Of It All』 - アンソニー・ハミルトン
- 『Testimony: Vol. 2』 - インディア・アリー
- 『Turn Me Loose』 - レデシー（英語版）
- 『Uncle Charlie』 - Charlie Wilson

最優秀コンテンポラリーR&Bアルバム
- 『アイ・アム…サーシャ・フィアース（I Am... Sasha Fierce）』 - ビヨンセ
- 『イントゥイション（Intuition）』 - ジェイミー・フォックス
- 『The Introduction of Marcus Cooper』 - Pleasure P
- 『Ready』 - トレイ・ソングス
- 『Thr33 Ringz』 - T-ペイン

### ラップ
最優秀ラップ・パフォーマンス（ソロ）
- "D.O.A. (Death Of Auto-Tune)" – ジェイ・Z（『ザ・ブループリント3（The Blueprint 3）』所収）

最優秀ラップ・パフォーマンス（デュオもしくはグループ）
- "Crack A Bottle" – エミネム、ドクター・ドレー、50セント（『リラプス（Relapse）』所収）

最優秀ラップ／サング・コラボレーション
- "Run This Town" – ジェイZ、リアーナ、カニエ・ウェスト（『ザ・ブループリント3（The Blueprint 3）』所収）

最優秀ラップ・ソング
- ジェイ・Z、リアーナ、カニエ・ウエスト "Run This Town" - Shawn Carter、R. Fenty、M. Riddick、カニエ・ウエスト、E. Wilson、Athanasios Alatas（ソングライター）

最優秀ラップ・アルバム
- 『リラプス（Relapse）』 - エミネム

### カントリー
最優秀カントリー・ボーカル・パフォーマンス（女性）
- "White Horse" - テイラー・スウィフト（『フィアレス（Fearless）』所収）

最優秀カントリーボーカル・パフォーマンス（男性）
- "Sweet Thing" - キース・アーバン（『Defying Gravity』所収）

最優秀カントリー・ボーカル・パフォーマンス（デュオもしくはグループ）
- "I Run to You" - レディ・アンテベラム（『Lady Antebellum』所収）

最優秀カントリー・コラボレーション（ボーカルあり）
- "I Told You So" - キャリー・アンダーウッド＆ランディ・トラヴィス

最優秀カントリー・インストゥルメンタル・パフォーマンス
- "Producer's Medley" - Steve Wariner

最優秀カントリー・ソング
- テイラー・スウィフト "White Horse" - Liz Rose＆テイラース・ウィフト（ソングライター）（『フィアレス（Fearless）』所収）

最優秀カントリー・アルバム
- 『フィアレス（Fearless）』 - テイラー・スウィフト

### ニューエイジ
最優秀ニューエイジ・アルバム
- 『Prayer for Compassion』 - デヴィッド・ダーリング

### ジャズ
最優秀コンテンポラリージャズ・インストゥルメンタル・アルバム
- 『75：ラスト・バースデイ・ライヴ！（75）』 - ジョー・ザヴィヌル＆ザ・ザヴィヌル・シンジケート
- 『Urbanus』 - ステフォン・ハリス（英語版）＆ Blackout
- 『サウンディング・ポイント（Sounding Point）』 - ジュリアン・レイジ（英語版）
- 『At World's Edge』 - フィリップ・セス
- 『ビッグ・ネイバーフッド（Big Neighborhood）』 - マイク・スターン

最優秀ジャズ・ボーカル・アルバム
- 『Dedicated to You: Kurt Elling Sings the Music of Coltrane and Hartman』 - カート・エリング

最優秀ジャズ・インストゥルメンタル・パフォーマンス
- "Dancin' 4 Chicken" - テレンス・ブランチャード（ジェフ・テイン・ワッツ『Watts』所収）

最優秀ジャズ・インストゥルメンタル・アルバム
- 『ファイヴ・ピース・バンド・ライヴ（Five Peace Band Live）』 - チック・コリア＆ジョン・マクラフリン・ファイヴ・ピース・バンド
- 『クァルテット・ライヴ!（Quartet Live）』 - ゲイリー・バートン、パット・メセニー、スティーヴ・スワロウ、アントニオ・サンチェス
- 『Brother To Brother』 - クレイトン・ブラザーズ
- 『Remembrance』 - ジョン・パティトゥッチ・トリオ
- 『ザ・ブライト・ミシシッピ（The Bright Mississippi）』 - アラン・トゥーサン

最優秀ラージ・ジャズ・アンサンブル・アルバム
- 『Book One』 - New Orleans Jazz Orchestra

最優秀ラテン・ジャズ・アルバム
- 『Juntos Para Siempre』 - ベボ・バルデース＆チューチョ・バルデース

### ゴスペル
最優秀ゴスペル・パフォーマンス
- "Wait On The Lord" - Donnie McClurkin＆Karen Clark Sheard

最優秀ゴスペル・ソング
- "God in Me" - メアリー・メアリー Featuring キエラ・キキ・シェアード（『The Sound』所収）

最優秀ロックもしくはラップ・ゴスペル・アルバム
- 『Live Revelations』 - Third Day

最優秀ポップ／コンテンポラリー・ゴスペル・アルバム
- 『The Power Of One』 - Israel Houghton

最優秀サザン、カントリーもしくはブルーグラス・ゴスペル・アルバム
- 『Jason Crabb』 - Jason Crabb

最優秀トラディショナル・ゴスペル・アルバム
- 『Oh Happy Day: An All-Star Music Celebration』 - Various Artists

最優秀コンテンポラリーR&Bゴスペル・アルバム
- 『Audience of One』 - Heather Headley

### ラテン
最優秀ラテン・ポップ・アルバム
- 『Sin Frenos』 - La Quinta Estación

最優秀ラテン・ロック、オルタナティブもしくはアーバン・アルバム
- 『Los de Atras Vienen Conmigo』 - Calle 13

最優秀トロピカル・ラテン・アルバム
- 『Ciclos』 - Luis Enrique

最優秀リージョナル・メキシカン・アルバム
- 『Necesito de Ti』 - Vicente Fernández

最優秀テハーノ・アルバム
- 『Borders y Bailes』 - Los Texmaniacs

最優秀ノルテーニョ・アルバム
- 『Tu Noche con... Los Tigres del Norte』 - Los Tigres del Norte

最優秀バンダ・アルバム
- 『Tu Esclavo y Amo』 - Lupillo Rivera

### アメリカン・ルーツ
最優秀アメリカーナ・アルバム
- 『エレクトリック・ダート（Electric Dirt）』 - リヴォン・ヘルム

最優秀ブルーグラス・アルバム
- 『The Crow: New Songs for the 5-String Banjo』 - スティーヴ・マーティン

最優秀トラディショナル・ブルース・アルバム
- 『ア・ストレンジャー・ヒア（A Stranger Here）』 - ランブリン・ジャック・エリオット

最優秀コンテンポラリー・ブルース・アルバム
- 『オールレディ・フリー （Already Free）』 - デレク・トラックス・バンド

最優秀トラディショナル・フォーク・アルバム
- 『High Wide & Handsome: The Charlie Poole Project』 - Loudon Wainwright III

最優秀コンテンポラリー・フォーク・アルバム
- 『Townes』 - スティーヴ・アール（英語版）

最優秀ハワイアン・ミュージック・アルバム
- 『Masters of Hawaiian Slack Key Guitar, Volume 2』 - Various Artists

最優秀ネイティブ・アメリカン・ミュージック・アルバム
- 『Spirit Wind North』 - Bill Miller

最優秀ザディコもしくはケイジャン・ミュージック・アルバム
- 『Lay Your Burden Down』 - バックウィート・ザディコ

### レゲエ
最優秀レゲエ・アルバム
- 『マインド・コントロール（Mind Control - Acoustic）』 - スティーブン・マーリー（英語版）

### ワールドミュージック
最優秀トラディショナル・ワールドミュージック・アルバム
- 『Douga Mansa』 - ママドゥ・ジャバテ（英語版）

最優秀コンテンポラリー・ワールドミュージック・アルバム
- 『Throw Down Your Heart: Tales from the Acoustic Planet, Vol. 3 - Africa Sessions』 - ベラ・フレック

### チルドレンズ
最優秀チルドレンズ・ミュージック・アルバム
- 『Family Time』 - ジギー・マーリー（英語版）

最優秀チルドレンズ・スポークン・ワード・アルバム
- 『Aaaaah! Spooky, Scary Stories & Songs』 - Buck Howdy

### スポークン・ワード
最優秀スポークン・ワード・アルバム
- 『いつも上を向いて：超楽観主義者の冒険（Always Looking Up）』 - マイケル・J・フォックス

### コメディ
最優秀コメディ・アルバム
- 『A Colbert Christmas: The Greatest Gift of All!』 – スティーヴン・コルベア

### ミュージカル・ショー
最優秀ミュージカル・ショー・アルバム
- New Broadway Cast with Matt Cavenaugh、Josefina Scaglione他『ウエスト・サイド・ストーリー（West Side Story）』 - David Caddick & David Lai（プロデューサー）。レナード・バーンスタイン（作曲者）。スティーヴン・ソンドハイム（作詞者）。

### 映画、テレビ、その他ビジュアルメディア向け
最優秀コンピレーション・サウンドトラック・アルバム（映画、テレビ、その他ビジュアルメディア向け）
- 『スラムドッグ$ミリオネア：オリジナル・サウンドトラック（Slumdog Millionaire: Music from the Motion Picture』 - A・R・ラフマーン（プロデューサー）。P. A. Deepak（ミックス・エンジニア）。

最優秀スコア・サウンドトラック・アルバム（映画、テレビ、その他ビジュアルメディア向け）
- 『カールじいさんの空飛ぶ家：オリジナル・サウンドトラック（Up）』 - マイケル・ジアッチーノ（作曲者）

最優秀楽曲（映画、テレビ、その他ビジュアルメディア向け）
- A・R・ラフマーン、グルザール、Sukhwinder Singh "Jai Ho" - A・R・ラフマーン、Sukhwinder Singh、Tanvi Shah、Mahalaxmi Iyer、Vijay Prakash（ソングライター）（『スラムドッグ$ミリオネア（Slumdog Millionaire）』より）

### 作曲・編曲
最優秀インストゥルメンタル作曲
- "Married Life" - マイケル・ジアッチーノ（作曲者）（『カールじいさんの空飛ぶ家（Up）』より）

最優秀インストゥルメンタル編曲
- "West Side Story Medley" - ビル・カンリフ（英語版）（編曲者）（Resonance Big Band『Plays Tribute To Oscar Peterson』所収）

最優秀インストゥルメンタル編曲（ボーカリストあり）
- "Corcovado" - クラウス・オガーマン（編曲者）（ダイアナ・クラール『クワイエット・ナイツ（Quiet Nights）』所収）

### パッケージ
最優秀録音パッケージ
- デヴィッド・バーン＆ブライアン・イーノ『Everything That Happens Will Happen Today』 - ステファン・サグマイスター（アート・ディレクター）

最優秀ボックスドもしくは特別限定版パッケージ
- ニール・ヤング『Neil Young The Archives Vol. 1 1963-1972』 - Gary Burden、Jenice Heo、ニール・ヤング（アート・ディレクター）

### アルバム・ノーツ
最優秀アルバム・ノーツ
- ルイ・アームストロング『The Complete Louis Armstrong Decca Sessions (1935–1946)』 - Dan Morgenstern（アルバム・ノーツ・ライター）

### ヒストリカル
最優秀ヒストリカル・アルバム
- リトル・ウォルター『The Complete Chess Masters (1950–1967)』 - Andy McKaie（コンピレーション・プロデューサー）。Erick Labson（マスタリング・エンジニア）。

### 制作（非クラシカル）
最優秀エンジニアド・アルバム（非クラシカル）
- イモージェン・ヒープ（英語版）『Ellipse』 - イモージェン・ヒープ（エンジニア）。

プロデューサー・オブ・ザ・イヤー（非クラシカル）
- ブレンダン・オブライエン - AC/DC『悪魔の氷（Black Ice）』

最優秀リミックスド録音（非クラシカル）
- デヴィッド・ゲッタ＆ケリー・ローランド "When Love Takes Over" (Electro Extended Remix) - デヴィッド・ゲッタ（リミキサー）（『One Love』所収）

### 制作（サラウンドサウンド）
最優秀サラウンドサウンド・アルバム
- Robert Spano、アトランタ交響楽団＆合唱団『Transmigration』 - Michael Bishop（サラウンド・ミックス・エンジニア）。Michael Bishop（サラウンド・マスタリング・エンジニア）。Elaine Martone（サラウンド・プロデューサー）。

### 制作（クラシカル）
最優秀エンジニアド・アルバム（クラシカル）
- マイケル・ティルソン・トーマス＆サンフランシスコ交響楽団『マーラー：交響曲第8番；交響曲第10番からアダージョ（Symphony No. 8; Adagio From Symphony No. 10）』 - Peter Laenger（エンジニア）

### ミュージック・ビデオ
最優秀短編ミュージック・ビデオ
- ブラック・アイド・ピーズ "ブン・ブン・パウ（Boom Boom Pow）" – Mat Cullen & Mark Kudsi（ビデオ・ディレクター）。Anna Joseph & Patrick Nugent（ビデオ・プロデューサー）。

最優秀長編ミュージック・ビデオ
- ザ・ビートルズ、Various Artists『LOVE：オール・トゥゲザー・ナウ（The Beatles Love — All Together Now）』 – Adrian Wills（ビデオ・ディレクター）。Martin Bolduc、Jonathan Clyde（ビデオ・プロデューサー）。

### 特別賞
ミュージケアーズ・パーソン・オブ・ザ・イヤー
- ニール・ヤング

生涯業績賞受賞者
- レナード・コーエン
- ボビー・ダーリン（没後）
- デイヴィッド・ハニーボーイ・エドワーズ（英語版）
- マイケル・ジャクソン（没後）
- ロレッタ・リン
- アンドレ・プレヴィン
- クラーク・テリー

理事会賞受賞者（アーティスト以外の音楽産業への貢献者に与えられる賞）
- ハロルド・ブラッドリー（英語版）
- フローレンス・グリーンバーグ（英語版）
- ワルター・C.ミラー

技術グラミー賞受賞者（音楽業界とレコーディング分野への貢献者に与えられる賞）
- AKG
- トーマス・エジソン

会長功労賞受賞者
- ダグ・モリス
- ケニー・バレル
- ケネス・エーリッヒ
- プラシド・ドミンゴ